# تنها راه (فیلم ۱۹۷۰)
تنها راه (به انگلیسی: The Only Way) فیلمی محصول سال ۱۹۷۰ و به کارگردانی بنت کریستنسن است. در این فیلم بازیگرانی همچون جین سیمور، مارتین پاتر، ابه راد، هله ویرکنر و اوو اسپورگه ایفای نقش کرده‌اند.